# Panicum ovuliferum
Panicum ovuliferum är en gräsart som beskrevs av Carl Bernhard von Trinius. Panicum ovuliferum ingår i släktet vipphirser, och familjen gräs. Inga underarter finns listade i Catalogue of Life.